# Формула-1 — Гран-прі Франції 2008
Гран-прі Франції 2008 року — восьмий етап чемпіонату світу 2008 року з автоперегонів у класі Формула-1, відбувся з 20 по 22 червня на автодромі Маньї-Кур (Невер, Франція). Фінн Кімі Ряйкконен з команди «Феррарі» стартувавши з поулу впевнено тримався на першій позиції, показав найшвидше коло, але потім у нього на боліді виявились проблеми з вихлопною системою і йому довелося поступитись лідерством на користь свого напарника Феліпе Масси. Пілоти так і фінішували (Ряйкконену вдалося зберегти машину), що дозволило бразильцю вперше у сезоні очолити особистий залік пілотів з відривом у два очка від поляка Роберта Кубіци, що фінішував п'ятим, Ряйкконен опинився на третій позиції у чемпіонаті. Третє місце на подіумі вперше у сезоні посів пілот команди «Тойота» Ярно Труллі.

## Класифікація

### Кваліфікація
|    | Пілот               | Команда            | 1 частина | 2 частина | 3 частина |
| -- | ------------------- | ------------------ | --------- | --------- | --------- |
| 1  | Кімі Ряйкконен      | Феррарі            | 1:15.133  | 1:15.161  | 1:16.449  |
| 2  | Феліпе Масса        | Феррарі            | 1:15.024  | 1:15.041  | 1:16.490  |
| 3  | Льюїс Хемілтон      | Макларен-Мерседес  | 1:15.634  | 1:15.293  | 1:16.693  |
| 4  | Фернандо Алонсо     | Рено               | 1:15.754  | 1:15.483  | 1:16.840  |
| 5  | Ярно Труллі         | Тойота             | 1:15.521  | 1:15.362  | 1:16.920  |
| 6  | Хейкі Ковалайнен    | Макларен-Мерседес  | 1:15.965  | 1:15.639  | 1:16.944  |
| 7  | Роберт Кубіца       | Заубер-БМВ         | 1:15.687  | 1:15.723  | 1:17.037  |
| 8  | Марк Веббер         | Ред Булл-Рено      | 1:16.020  | 1:15.488  | 1:17.233  |
| 9  | Девід Култхард      | Ред Булл-Рено      | 1:15.802  | 1:15.654  | 1:17.426  |
| 10 | Тімо Глок           | Тойота             | 1:15.727  | 1:15.558  | 1:17.596  |
| 11 | Нельсон Піке (мол.) | Рено               | 1:15.848  | 1:15.770  |           |
| 12 | Нік Хайдфельд       | Заубер-БМВ         | 1:16.006  | 1:15.786  |           |
| 13 | Себастьян Феттель   | Торо Россо-Феррарі | 1:15.918  | 1:15.816  |           |
| 14 | Себастьєн Бурде     | Торо Россо-Феррарі | 1:16.072  | 1:16.045  |           |
| 15 | Ніко Росберг        | Вільямс-Тойота     | 1:16.085  | 1:16.235  |           |
| 16 | Кадзукі Накадзіма   | Вільямс-Тойота     | 1:16.243  |           |           |
| 17 | Дженсон Баттон      | Хонда              | 1:16.306  |           |           |
| 18 | Рубенс Барікелло    | Хонда              | 1:16.330  |           |           |
| 19 | Джанкарло Фізікелла | Форс Індія-Феррарі | 1:16.971  |           |           |
| 20 | Адріан Сутіл        | Форс Індія-Феррарі | 1:17.053  |           |           |

### Перегони

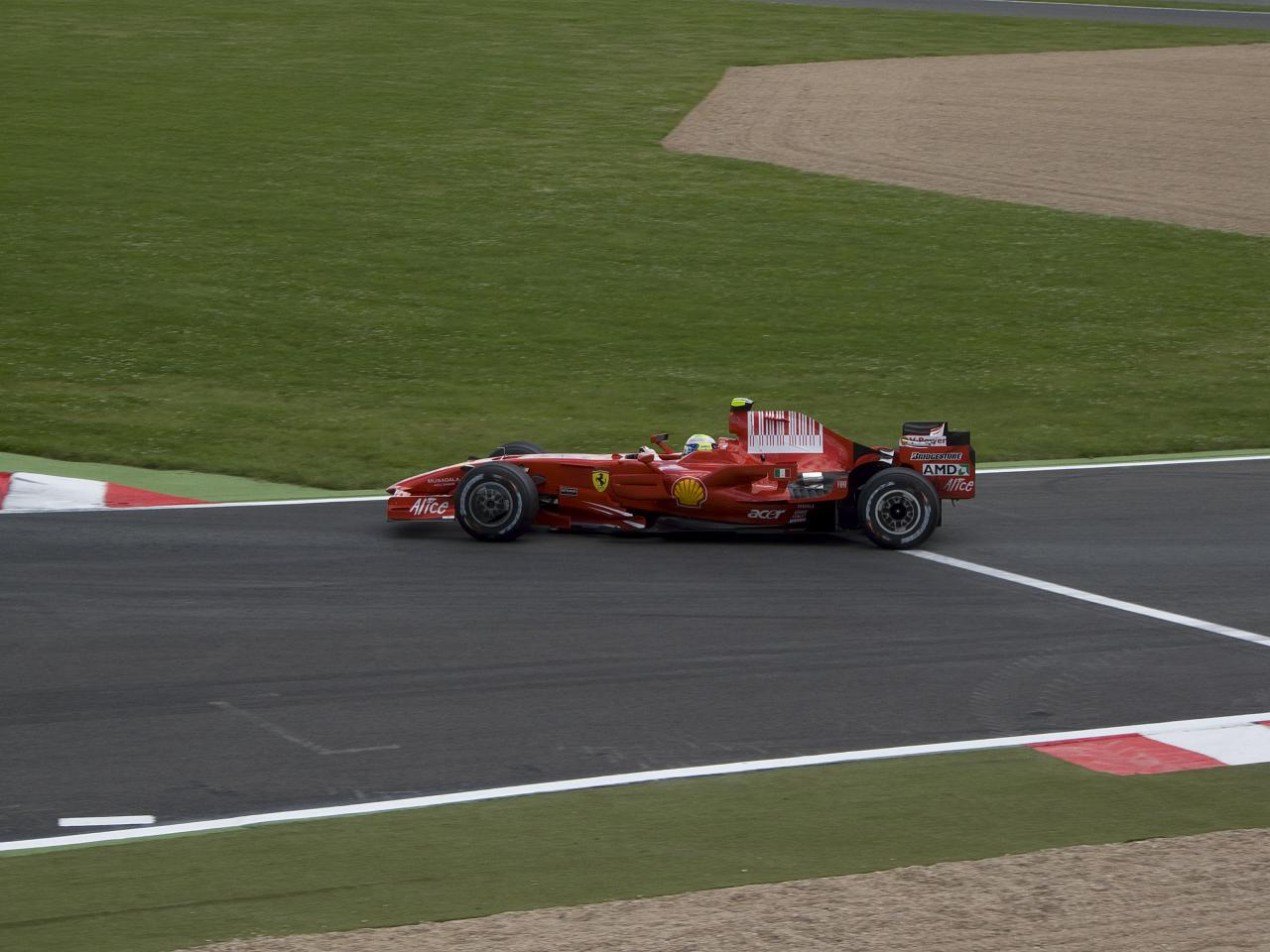
Переможець гран-прі Франції Феліпе Масса.

|      | Пілот               | Команда            | Кіл | Час         | Старт | Очок |
| ---- | ------------------- | ------------------ | --- | ----------- | ----- | ---- |
| 1    | Феліпе Масса        | Феррарі            | 70  | 1:31:50.245 | 2     | 10   |
| 2    | Кімі Ряйкконен      | Феррарі            | 70  | +17.9       | 1     | 8    |
| 3    | Ярно Труллі         | Тойота             | 70  | +28.2       | 4     | 6    |
| 4    | Хейкі Ковалайнен    | Макларен-Мерседес  | 70  | +28.9       | 10    | 5    |
| 5    | Роберт Кубіца       | Заубер-БМВ         | 70  | +30.5       | 5     | 4    |
| 6    | Марк Веббер         | Ред Булл-Рено      | 70  | +40.3       | 6     | 3    |
| 7    | Нельсон Піке (мол.) | Рено               | 70  | +41.0       | 9     | 2    |
| 8    | Фернандо Алонсо     | Рено               | 70  | +43.3       | 3     | 1    |
| 9    | Девід Култхард      | Ред Булл-Рено      | 70  | +51.0       | 7     |      |
| 10   | Льюїс Хемілтон      | Макларен-Мерседес  | 70  | +54.5       | 13    |      |
| 11   | Тімо Глок           | Тойота             | 70  | +57.7       | 8     |      |
| 12   | Себастьян Феттель   | Торо Россо-Феррарі | 70  | +58.0       | 12    |      |
| 13   | Нік Хайдфельд       | Заубер-БМВ         | 70  | +62.0       | 11    |      |
| 14   | Рубенс Барікелло    | Хонда              | 69  | +1 коло     | 20    |      |
| 15   | Кадзукі Накадзіма   | Вільямс-Тойота     | 69  | +1 коло     | 15    |      |
| 16   | Ніко Росберг        | Вільямс-Тойота     | 69  | +1 коло     | 19    |      |
| 17   | Себастьєн Бурде     | Торо Россо-Феррарі | 69  | +1 коло     | 14    |      |
| 18   | Джанкарло Фізікелла | Форс Індія-Феррарі | 69  | +1 коло     | 17    |      |
| 19   | Адріан Сутіл        | Форс Індія-Феррарі | 69  | +1 коло     | 18    |      |
| схід | Дженсон Баттон      | Хонда              | 16  | аварія      | 16    |      |

Найшвидше коло: Кімі Ряйкконен — 1:16.630.
Кола лідирування: Кімі Ряйкконен — 36 (1-21, 24-38), Феліпе Масса — 34 (22-23, 39-70).